# .mr
.mr je vrhovna internetska domena (country code top-level domain - ccTLD) za Mauritaniju. Domenom upravlja NIC-Mauritanie.

## Vanjske poveznice
- IANA .mr whois informacija  Arhivirana inačica izvorne stranice od 19. travnja 2006. (Wayback Machine)